# Watch Me (Whip/Nae Nae)
Watch Me (Whip/Nae Nae) è il singolo di debutto del rapper statunitense Silentó, pubblicato il 7 maggio 2015.
La canzone ha raggiunto il terzo posto della Billboard Hot 100, mantenendola per sette settimane non consecutive: a livello internazionale, è entrata nelle Top ten di Australia, Belgio, Canada e Regno Unito, e ha raggiunto le prime venti posizioni delle classifiche di Danimarca, Francia, Nuova Zelanda e Svezia.

## Video musicale
Il video musicale è stato caricato online il 26 giugno 2015 da Silentó su YouTube ed è stato girato da Marc Klasfeld ad Atlanta, in Georgia. Il video si svolge all'interno della palestra di un liceo, dove si vede Silentó che balla e rappa insieme a molti altri ragazzi di colore e cheerleader.